# Dreuilhe
Dreuilhe (okzitanisch Drulha) ist eine französische Gemeinde mit 363 Einwohnern (Stand 1. Januar 2022) im Département Ariège in der Region Okzitanien. Sie gehört zum Kanton Pays d’Olmes und zum Arrondissement Pamiers.
Nachbargemeinden sind Laroque-d’Olmes im Norden, La Bastide-sur-l’Hers im Osten, Lesparrou und L’Aiguillon im Südosten, Saint-Jean-d’Aigues-Vives im Süden und Lavelanet im Westen.

## Bevölkerungsentwicklung

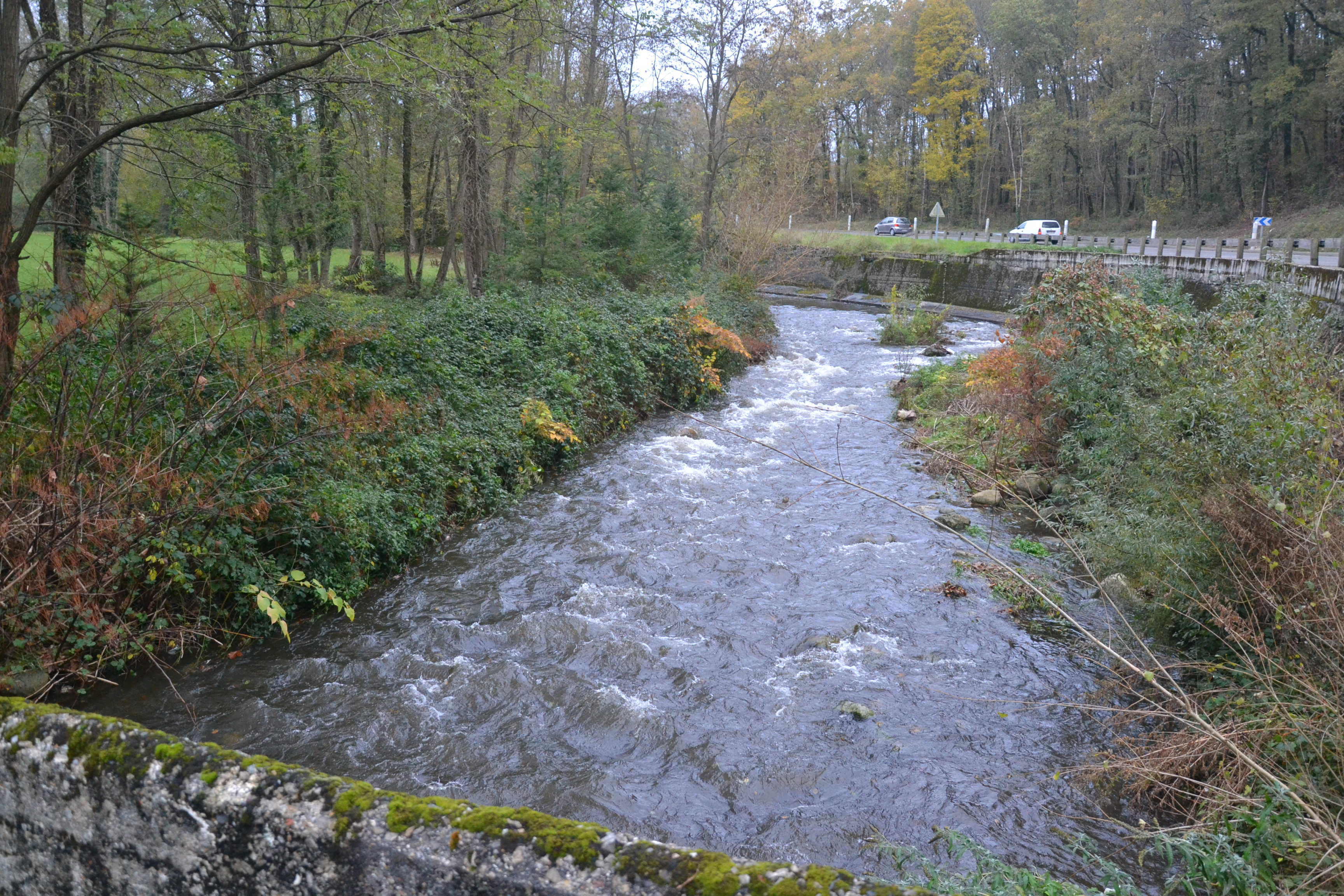
Der Touyre bei Dreuilhe

| Jahr                       | 1962 | 1968 | 1975 | 1982 | 1990 | 1999 | 2008 | 2016 |
| -------------------------- | ---- | ---- | ---- | ---- | ---- | ---- | ---- | ---- |
| Einwohner                  | 224  | 310  | 308  | 330  | 389  | 326  | 375  | 354  |
| Quellen: Cassini und INSEE |      |      |      |      |      |      |      |      |